# Vorvaň
Vorvaň — российская хардкор-/краст-панк группа из Москвы, образованная в 2009 году после того, как Евгений покинул свою предыдущую группу. Название группы вдохновлено романом Германа Мелвилла «Моби Дик»

## История
Группа Vorvaň была основана гитаристом Евгением Черевковым, который покинул свою предыдущую группу Tombstone Piledriver. Евгений хотел играть смесь панка и метала с нестандартным подходом.
Два года Евгений экспериментировал с разными музыкантами, пока в 2011 к нему не присоединились Игорь Буц (басист), Александр Фурсов (барабанщик) и Эли Маврычев (вокалист).
Спустя год Vorvan записывают свой дебютный мини-альбом Sailing the Vastness of Oceans на лейбле Gorgona Records с тиражом в 500 дисков. Участники группы отмечали влияние таких групп, как Converge, Disfear и Mastodon, а также «всего, что содержит в себе свежие и нетривиальные идеи».
После релиза «Sailing the Vastness of Oceans» Александр покинул группу, и к Vorvaň присоединился новый барабанщик Алексей Мерганов. В новом составе группа записала сплит с The Chains в ноябре 2012 года.
В течение 2013 года Vorvaň активно давали концерты на одной сцене с Napalm Death, Extreme Noise Terror. В октябре группа выпускает EP In Gloom, состоящий из четырех новых песен, где они имеют гораздо более агрессивное и тяжёлое звучание. Их музыка стала еще более экспериментальной и хаотичной.
EP получил сдержанные оценки среди слушателей, хотя и не стал прорывом в жанре.
В следующем году Vorvaň открыли свою студию звукозаписи и отправились в свой первый тур по Европе в качестве хедлайнеров.
Весь 2015 год был потрачен на новый материал и эксперименты с записью и, наконец, Vorvaň завершили работу над своим первым LP Once Love Was Lost, сведение и мастеринг которого провели американские продюсеры Курт Баллоу (Converge) и Брэд Боутрайт (From Ashes Rise). LP получил высокие оценки от критиков и слушателей.
В сентябре 2016 года Vorvaň представили премьеру новой песни «The Black Kaleidscope» с приглашенным вокалистом Армином Швайгером (Afgrund/Distaste), а затем выпустили видеоклип на песню «When Serpent Strikes First».
5 октября новая песня «Sirens» стала доступна на стриминговых сервисах, что сделало грядущий альбом долгожданным во всем мире. В этой песне участвует Меган О’Нил, известная как вокалистка групп Punch и Super Unison из Сан-Франциско.
Once Love Was Lost был официально выпущен на немецких лейблах Wooaaargh и Darkened Days Records на двухцветных винилах. Это издание включает 32-страничный буклет с иллюстрацией, выполненной Rotting Graphics, и содержит кавер на песню «Struck a Nerve», первоначально исполненную Machine Head.
К концу года группа отправилась в короткий тур по России. В интервью Metal Hammer вокалист Эли Маврычев рассказал о планах совершить турне по Европе и Великобритании в 2017 году.
После тура в ноябре 2017 года, группа начала готовиться к записи своего следующего альбома, изредка играя на концертах и фестивалях в России.
Осенью 2018 года в группу пришёл новый барабанщик: Максим Прокофьев, а 27 декабря группа выпустила лайв-видео.
В августе 2019 участники Vorvaň сообщили в соцсетях о начале записи нового полноформатного альбома.
28 мая 2021 года выходит второй полноформатный альбом группы «Awakened» на лейблах Darkened Days Records в Европе, Sludgelord Records в Великобритании, Black Voodoo Records в США и Enrage Records в России. В мастеринге альбома участвовали Курт Баллоу, Брэд Боутрайт и Зак Викс.
Awakened получил высокие оценки критиков и слушателей. После релиза альбома, группа несколько раз давала концерты в городах России. С июля 2022 года группа ушла в молчание.

## Участники
| - Евгений Черевков — гитара (с 2009) - Игорь Буц — бас (с 2011) - Эли Мавричев — вокал, гитара, текст (с 2011) - Максим Прокофьев — ударные (с 2018) | - Александр Фурсов — Ударные (2011—2012) - Алексей Мерганов — Ударные (2012—2014) - Закк Хемма — Ударные (2014—2017) - Егор Михайлов — Ударные (2017—2018) |

## Дискография

### Студийные альбомы
- Once Love Was Lost (2016 Darkened Days Records / Wooaaargh / Enrage Records)
- Awakened (2021 Darkened Days Records / Sludgelord Records / Black Voodoo Records / Enrage Records)

### EP
- Sailing the Vastness of Oceans (2012 Gorgona Records)
- In Gloom (2013 Self-Released)

### Сплиты
- Сплит с The Chains (2012 Unlock Yourself Records / Opposing Music)